# 320'erne
Århundreder: 3. århundrede – 4. århundrede – 5. århundrede
Årtier: 270'erne 280'erne 290'erne 300'erne 310'erne – 320'erne – 330'erne 340'erne 350'erne 360'erne 370'erne
År: 320 321 322 323 324 325 326 327 328 329